# Zehnstundenbill
Die Zehnstundenbill (englisch Factory Act of 1847, auch Ten Hours Act) war ein 1847 vom Parlament des Vereinigten Königreichs beschlossenes Gesetz, welches die Arbeitszeit von Frauen sowie Jugendlichen im Alter von dreizehn bis achtzehn Jahren auf 10 Stunden pro Werktag und 8 Stunden samstags begrenzte. Der Sonntag wurde für die betroffenen Personen zum arbeitsfreien Tag. Die Verabschiedung des Gesetzes war der Höhepunkt einer 15 Jahre andauernden Kontroverse. Zu einem frühen Verfechter der Idee gehört Richard Oastler, welcher den konservativen Tories angehörte. Das bekannteste Parlamentsmitglied, welches sich unermüdlich für die Verabschiedung der Zehnstundenbill engagierte, war Lord Ashley, wobei dieser zum Zeitpunkt der Gesetzgebung kein Abgeordneter war. Der letztliche Erfolg war nicht zuletzt auch Leuten wie John Doherty und wohlwollenden Fabrikbesitzern wie John Fielden zu verdanken. Letzterer brachte das Gesetz durch das britische Unterhaus. Die Zehnstundenbill wurde kurz nach der Absetzung der konservativen Regierung Robert Peels verabschiedet. Die größten Gegner des Gesetzes waren die free trade-Liberalen um John Bright. Dieselben Wirtschaftsideen, aufgrund derer sie Zollschranken ablehnten, führten sie zu der Überzeugung, die Regierung dürfe die Bedingungen, unter denen ein Mann seine Arbeit verkauft, nicht limitieren.

## Das Gesetz
Der Factory Act of 1847 schrieb vor, dass Frauen sowie Jugendliche zwischen dreizehn und achtzehn Jahren ab dem 1. Juli 1847 nur noch 63 Stunden, ab dem 1. Mai 1848 nur noch 58 Stunden pro Woche arbeiten durften, was einem täglichen Arbeitspensum von 10 Stunden pro Tag entsprach (10 Stunden pro Werktag, 8 Stunden am Samstag).

## Vorhergehende Gesetze

### Whig Bills – Die Whig-Gesetze
Der Factory Act of 1833 beschränkte die tägliche Arbeitszeit von Kindern im Alter zwischen neun und dreizehn Jahren auf 8 Stunden, sowie auf 12 Stunden für Jugendliche zwischen vierzehn und achtzehn. Allerdings wurde das Gesetz nur selten umgesetzt. Auch galt das ursprüngliche Ziel, den Fabrikkindern mehr und besseren Zugang zu Bildung zu verschaffen, als gescheitert. Während der Whig-Regierung Lord Melbournes hatte Fox Maule mehrere Gesetzesänderungen ausgearbeitet, welche allerdings aufgrund mangelnden Willens der Whigs sowie bürokratischer Hemmnisse wie ausreichender Parlamentszeit nie verabschiedet wurden.

### Die Konservativen kommen an die Macht
Während der Parlamentswahlen 1841 verloren die Whigs ihre Mehrheit, woraufhin Robert Peel eine konservative Regierung bilden konnte. Lord Ashley lehnte ein Angebot Peels ab, einen Posten in seiner neugebildeten Regierung zu übernehmen, da Peel noch keine klare Stellungnahme bezüglich der “factory question” bezogen hatte und Ashley sich nicht politisch abhängig machen wollte. Stattdessen wollte er sich freien Handlungsspielraum sichern, um die Zehnstundenbill weiter vorantreiben zu können. Im Februar 1842 gab Peel schließlich bekannt, dass er die Zehnstundenbill nicht unterstützen werde. Außerdem gab Peels Innenminister, James Graham bekannt, dass er einen Gesetzesvorschlag Fox Maules unterstützen wolle, wenn auch in geänderter Ausführung. Als Antwort auf die Untersuchungsergebnisse einer königlichen Kommission konnte Lord Ashley jedoch den Mines and Collieres Act durch das Parlament bringen, welcher es Frauen und Kindern verbot, unter Tage zu arbeiten; dies wurde von allen Seiten begrüßt. Im Juli desselben Jahres ließ die Regierung verkünden, dass sie nicht die Absicht habe, die Fabrikgesetze in ihrer Legislaturperiode zu ändern.

### Das Bildungsproblem
1843 initiierte Lord Ashley eine Diskussion darüber, wie man der Arbeiterklasse besseren Zugang zur Bildung ermöglichen könnte, vor allem in Bezug auf moralischer und religiöser Erziehung. Die königliche Kommission untersuchte in diesem Zusammenhang nicht nur die Arbeitsstunden und -bedingungen der Kinder, sondern auch ihre Sittlichkeit. Die Ergebnisse ließen Besorgnisse bezüglich ihrer Gepflogenheiten und Sprache aufkommen. Die größte Sorge jedoch war, dass die “Mittel zur säkularen wie religiösen Erziehung… so erschreckend schlecht sind, dass in allen Bezirken eine große Anzahl von Kindern und Jugendlichen gänzlich ohne religiöse, moralische oder intellektuelle Erziehung aufwachsen: Es wird nichts dazu getan, sie zu Ordnung, Nüchternheit, Ehrlichkeit und Weitsicht zu erziehen, noch sie von Verbrechen und Lastern fernzuhalten.”
Der Staat hatte zu der Zeit keine Verantwortung, ausreichenden Zugang zu Bildung zu sichern, gleichzeitig hatten die arbeitenden Klassen nicht die Mittel, Schulen zu bauen, geschweige denn sie zu unterhalten. Durch den Kronrat war es jedoch möglich, Subventionen zur Errichtung einer “effizienten Schule” (efficient school) zu erhalten, welche die Einrichtung von Schulen mit bis zu einem Drittel der Einrichtungskosten in Regionen unterstützte, wo es bisher keine effizienten Schulen gab. Seit der Aufhebung der Testakte wurde einigen Forderungen der Dissentern in England nachgegeben, was Unmut innerhalb der Anglikaner auslöste, da sie den Verfall der Church of England als nationale Glaubensinstitution befürchteten (was tatsächlich der Grund für Graham gewesen war, die Whig-Regierung zu verlassen und zu den Konservativen überzutreten). Daher gab es zwei Institutionen, welche sich um die Errichtung “effizienter Schulen” bemühten; die konfessionslose British and Foreign School Society for the Education of the Labouring and Manufacturing Classes of Society of Every Religious Persuasion (kurz British and Foreign School Society, BFSS) sowie die National Society for Promoting the Education of the Poor in the Principles of the Established Church in England and Wales (kurz: National Society). Das Ziel der National Society wurde in ihrem ersten Jahresreport aus ihrem Gründungsjahr 1811 wie folgt definiert:

„The National Religion should be made the foundation of National education, and should be the first and chief thing taught to the poor, according to the excellent Liturgy and Catechism provided by our Church.“

„Die Nationale Religion soll zum Fundament der nationalen Erziehung gemacht werden, sie soll das Erste und Wichtigste sein, das den Armen beigebracht wird, gemäß der exzellenten Liturgie und Katechismus unserer Kirche.“

Da nun durch den Factory Act der Schulbesuch für Fabrikkinder verpflichtend war, untersuchte das Gewerbeaufsichtsamt die Qualität der Ausbildung, die die Kinder erfuhren. Die British Schools der BFSS und die National Schools der National Society erhielten akzeptable Bewertungen, auch richteten einige wenige Fabrikbesitzer Schulen gleicher Qualität für ihre Mitarbeiter ein. Jedoch gab es immer noch bevölkerungsreiche Bezirke (als Beispiele wurden Oldham und Ashton-under-Lyne genannt), wo es nur wenige bis keine effizienten Schulen gab. Unter diesen Schulen gab es auch Schulen für Dissenter, welche mit Gebetsstätten für ihre jeweiligen Religionen verbunden waren. Diese Schulen wurden ebenfalls oft British Schools genannt, obwohl sie formell nichts mit der British and Foreign School Society zu tun hatten.